# Apomeds
 (mars 2025).
 (mars 2025).
Apomeds est une pharmacie en ligne spécialisée dans la fourniture de médicaments, de produits de santé et dans l'exécution de prescriptions privées. Basée à Emmen, aux Pays-Bas, l'entreprise opère en tant que pharmacie agréée par l'Union européenne et certifiée TÜV,.

## Aperçu
Apomeds a été fondée en 2020 sous le nom commercial Apomeds NL BV. L'entreprise propose des services de pharmacie en ligne, en mettant l'accent sur les traitements liés au mode de vie et les prescriptions privées,,.
Apomeds fournit ses produits et services en Allemagne, en Suisse, au Danemark, en Suède et au Portugal. Les commandes sont traitées et expédiées exclusivement depuis la pharmacie de l’entreprise à Emmen, aux Pays-Bas,.
L’entreprise détient la certification Trusted Shops Guarantee, avec une note de 5 étoiles « Très bien », ainsi que la certification LegitScript. Elle a également obtenu le certificat DerGrünePunkt, attestant de sa conformité à la loi sur les emballages et aux normes environnementales,.
Le 13 novembre 2024, Apomeds a rejoint l’Association européenne des e-pharmacies (EAEP) en tant que nouveau membre.
Apomeds se conforme aux normes pharmaceutiques néerlandaises NAN (Nederlandse Apotheeknorm) et aux directives de la KNMP pour les services pharmaceutiques en ligne.